# Коровин, Александр Вениаминович
Коровин, Александр Вениаминович (20 апреля 1915 — 4 сентября 1994) — геолог-исследователь Южной Якутии, специалист Алданской экспедиции.

## Биография
Родился в Иркутске в семье учительницы начальных классов Марии Фёдоровны Вербицкой (14 апреля 1885 − 11 февраля 1976) и учителя естествознания Иркутского железнодорожного начального училища Вениамина Александровича Коровина (29 марта 1885 — ?).
В составе Алданской экспедиции внес большой вклад в поиски и разведку месторождений слюды-флогопита.

## Награды
Награждён орденом Трудового Красного Знамени, лауреат Сталинской премии 2-й степени 1952 года.

## Семья
Супруга — Андреева Ирина Александровна (22 августа 1918 — 30 апреля 1988), преподаватель физики в Иркутском Институте Народного Хозяйства. Сыновья: Владимир Коровин (1941—2016), Сергей Коровин (1949).